# Суюнов Віталій Баймуратович
Віталій Баймуратович Суюнов (узб. Witalij Bajmuratowicz Sujunow; нар. 22 травня 1937 — пом. 23 квітня 2016) — радянський узбецький футболіст та тренер, захисник.

## Життєпис
Розпочав кар'єру в команді «Трудові резерви» Ташкент (1958-1959). У 1960—1968 роках грав у «Пахтакорі», зіграв 19 матчів у другому ешелоні радянського футболу (1964) та 221 — у першому, відзначився одним голом — 28 вересня 1963 року в домашньому матчі з «Динамо» (Тбілісі) (2:2). Після завершення кар'єри гравця почав працювати тренером. Був старшим тренером у командах «Пахтаарал» (1969), «Шахрихончі» (1970), «Труд» (Джиззак) (1973-1974). У 1994 році став помічником Рустама Акрамова в «Пахтакорі», кінець сезону провів як головний тренер. Тренував багато узбекистанських клубів, був тренером молодіжної, першої збірної Узбекистану.

## Досягнення

### Як гравця
«Пахтакор» (Ташкент)
- Друга група Класу «А»
  -  Бронзовий призер (1): 1964